# Sicilské království
Sicilské království (latinsky Regnum Siciliae, sicilsky Regnu di Sicilia, italsky Regno di Sicilia) byl státní útvar na jihu Itálie v letech 1130–1816. Vedle Sicílie zahrnoval původně také celou jižní část Apeninského poloostrova. V roce 1282 došlo k povstání známém jako Sicilské nešpory, které způsobilo jeho rozpad na dva samostatné subjekty stejného názvu. Ostrov získala aragonská dynastie a útvar byl nazýván královstvím Trinacria a známým jako Království sicilské za majákem (latinsky Regnum Siciliae ultra Pharum). Naproti tomu jižní Itálii si udrželi Anjouovci, přičemž stát byl znám jako Království sicilské před majákem (latinsky Regnum Siciliae citra Pharum), v praxi je označován jako Neapolské království. 
Ostrovní království bylo po většinu času v personální unii s aragonskou (později španělskou) monarchií. V letech 1713–1720 bylo v rukou savojských vévodů, kteří je vyměnili s císařem za království Sardinské. V roce 1735 dobyl Sicílii v rámci války o polské dědictví parmský vévoda Karel Bourbonský, který se zároveň stal králem neapolským. Oba státy byly od té doby s krátkou napoleonskou přestávkou pod vládou jednoho panovníka a v roce 1816 byly i formálně spojeny do (staro)nového Království obojí Sicílie.

## Název
Prostý název Sicilské království se v historické literatuře užívá pouze pro státní útvar v období po Sicilských nešporách (od roku 1282) s centrem na ostrově. Naproti tomu útvar na pevnině s centrem v Neapoli je z praktického důvodu nazýván Neapolským královstvím.

## Historie

### Založení království a normanská dynastie

Dosud nerozdělené Sicilské království v letech 1130–1282

V roce 1091 se Sicílie dostala pod kontrolu Normanů, kteří vyvrátili arabský Sicilský emirát a založili zde Sicilské hrabství. Království založil roku 1130 sicilský hrabě Roger II. Sicilský z původem normanské dynastie Hautevillů, a to sloučením jihoitalských a sicilských držav Normanů, které byly od roku 1059 papežskými lény. Korunu přijal Roger přímo z rukou papeže. Normané zde vládli až do roku 1194 (postupně králové Roger II., 1130–1154, Vilém I. Sicilský, 1154–1166, Vilém II. Sicilský, 1166–1189, Tankred Sicilský, 1189–1194).

### Štaufové
Roku 1194 získali království Štaufové sňatkem syna císaře Fridricha I. Barbarossy Jindřicha s dědičkou Konstancií, dcerou krále Viléma I. Jindřich byl v letech 1194–1197 spoluvladařem své ženy, která zemřela v roce 1198. Novým panovníkem se tak stal pozdější císař Fridrich II., v té době pouze čtyřletý. Jeho vláda v letech 1198–1250 byla poznamenána řadou konfliktů s papeži, které pokračovaly i za jeho nástupců Konráda IV. (1250–1254), Manfreda (1258–1266) a Konradina (1254–1258 a 1268).

### Anjouovci

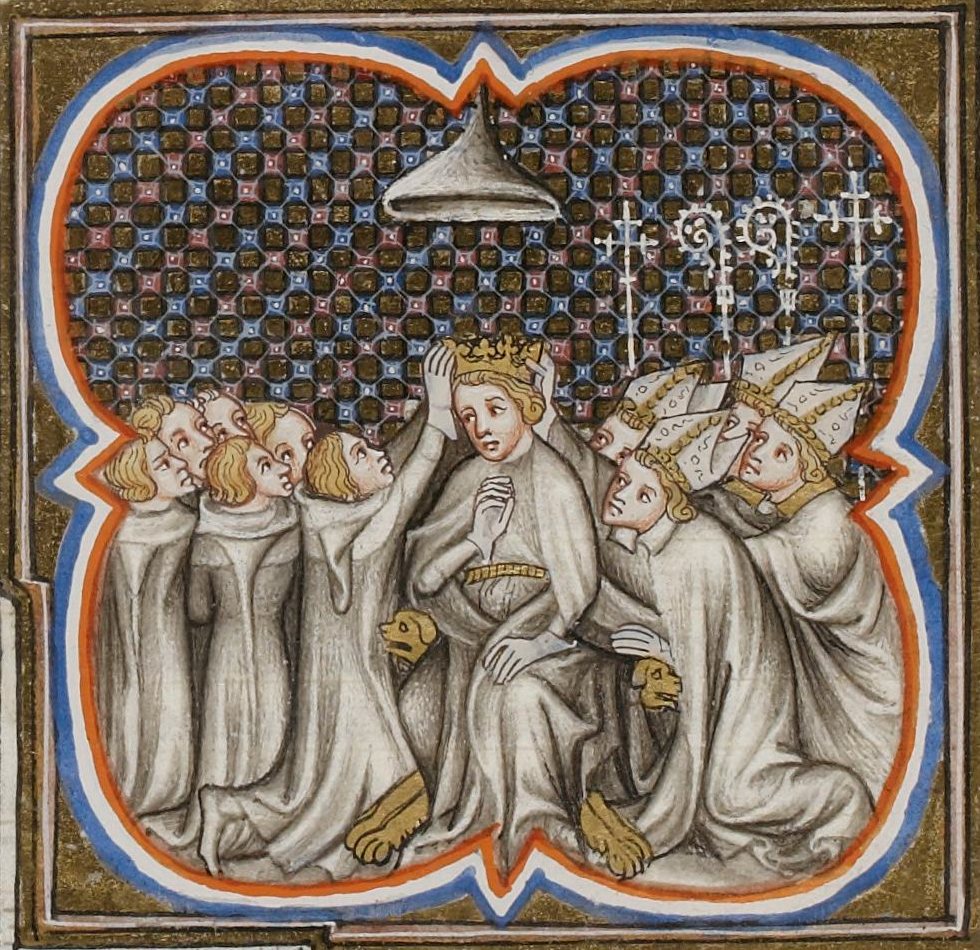
Korunovace Karla z Anjou sicilským králem (1266)

V důsledku ostrého sporu, do kterého se dostal Fridrich s papeži kvůli pokusům o ovládnutí severní Itálie, odmítla papežská kurie po jeho smrti ponechat království jako papežské léno nadále Štaufům. Nejdříve je nabídla anglickému králi Jindřichovi III. pro jeho mladšího syna Edmunda, který se zde však neprosadil. Roku 1266 je udělila v léno mladšímu synovi francouzského krále Ludvíka VIII. Karlovi z Anjou. Ten porazil roku 1266 nemanželského syna císaře Fridricha II. Manfreda a 1268 Fridrichova mladičkého vnuka Konradina, kterého poté nechal v Neapoli popravit. Vládu v království však neudržel dlouho.

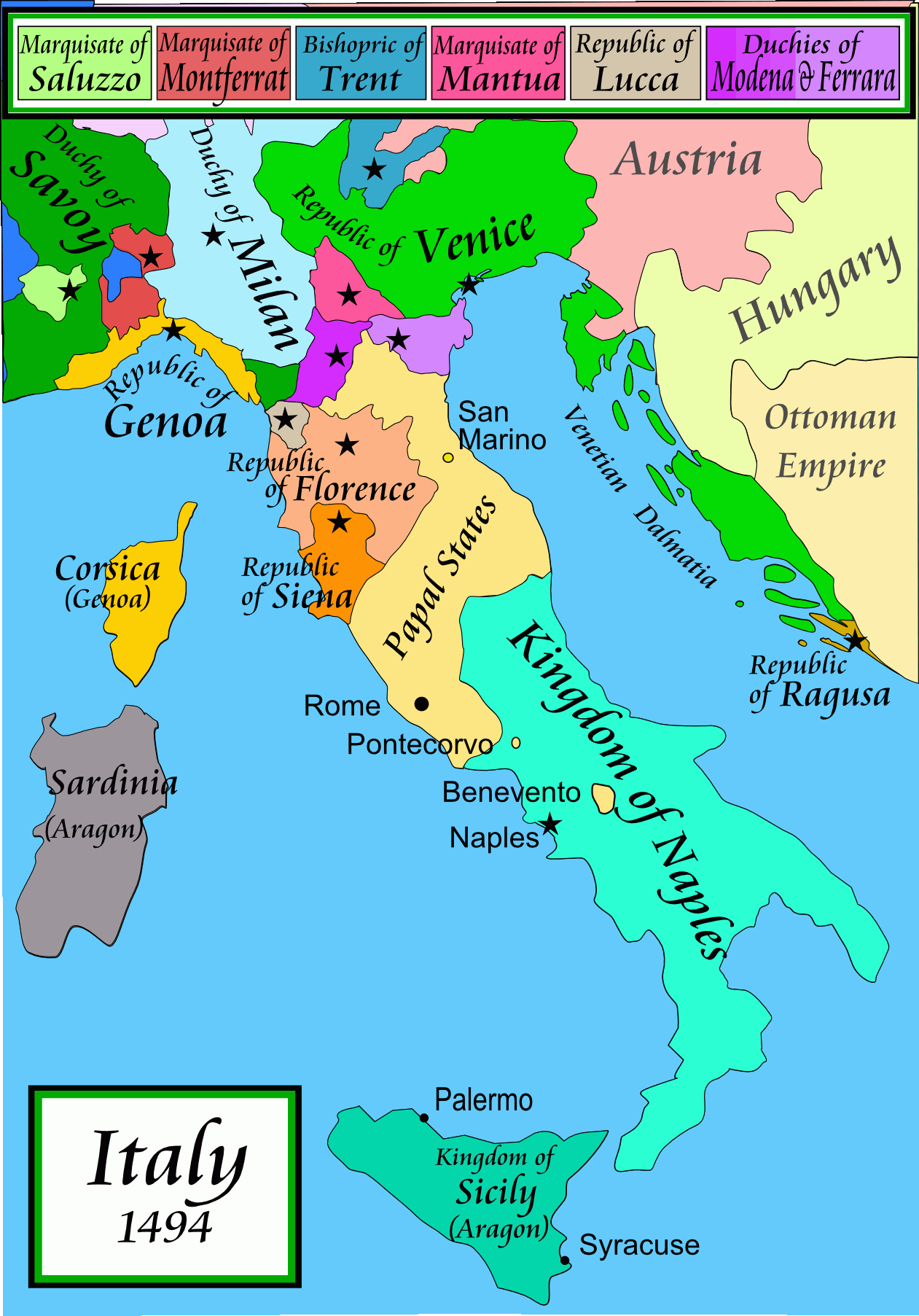
Sicilské království za vlády aragonských králů

Roku 1282 vypuklo proti Francouzům rozsáhlé povstání na Sicílii, které vešlo do dějin pod názvem sicilské nešpory. Příčinou byl daňový útlak vlády krále, který se neustále pokoušel o další expanzivní politiku, mimo jiné na území obnovené byzantské říše. Proto povstání finančně podpořil byzantský císař Michael VIII. Palaiologos. Jako svého krále přijali vzbouření Sicilané Manfredova zetě, aragonského krále Petra III. Ten ovšem ovládl pouze ostrov Sicílii, zatímco pevninská část království zůstala v anjouovských rukou.
Po dvaceti letech bojů byla roku 1302 uzavřena mírová smlouva, kterým byla uznána samostatnost ostrovního království v čele s aragonskou dynastií, které bylo po roce 1302 nazýváno také královstvím Trinacria, oficiálně se však zvalo královstvím sicilským (Regnum Siciliae) a v praxi s doplněním „za (messinským) majákem“ (ultra Pharum) a je v současnosti všeobecně nazýváno Sicilským královstvím, a zároveň potvrzeno pevninské království dynastie Anjou, jehož formální název sice bylo Sicilské království — v praxi pak Království sicilské před majákem — v současnosti je ovšem téměř výlučně známé podle svého hlavního města jako Neapolské království.

### Španělská nadvláda
Ostrovnímu státu vládli střídavě aragonští/španělští králové anebo jejich vedlejší větvě. Roku 1707 se sicilské království ocitlo v rámci válek o španělské dědictví v držbě císaře Karla VI. V roce 1735 dobyl Sicílii v rámci války o polské dědictví parmský vévoda Karel Bourbonský, který se zároveň stal králem neapolským. Oba státy byly od té doby s krátkou napoleonskou přestávkou pod vládou jednoho panovníka a v roce 1816 byly i formálně spojeny do (staro)nového Království obojí Sicílie s vládnoucí dynastií Bourbon-Obojí Sicílie.

## Symbolika

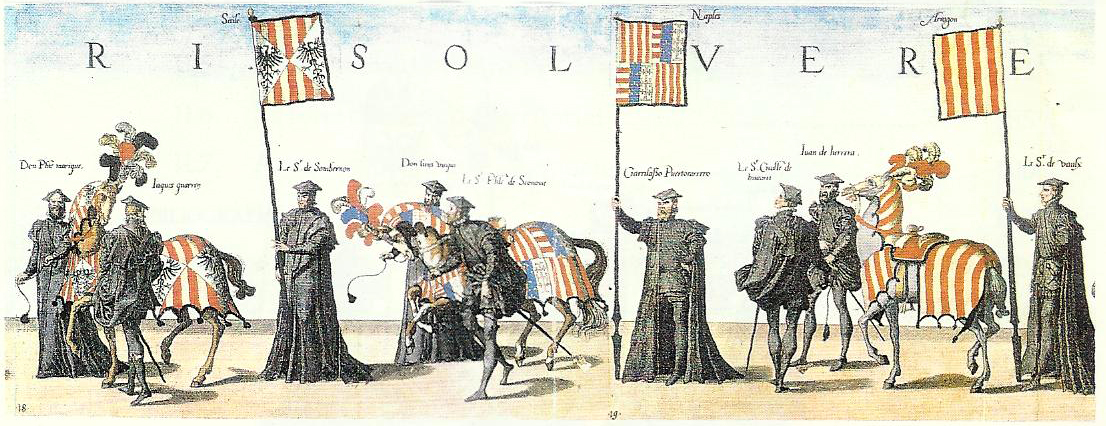
Znázorněná heraldika království (první zleva), poté Neapolska a Aragonu

| znak | vlajka | popis                                                                                             |
| ---- | ------ | ------------------------------------------------------------------------------------------------- |
|      |        | Hautevillové, normanská dynastie                                                                  |
|      |        | sicilští Štaufové                                                                                 |
|      |        | Anjouovci                                                                                         |
|      |        | Barcelonská dynastie (unie s Aragonem), standarta Petra III. Aragonského (1282–1296)              |
|      |        | Barcelonsko-sicilská dynastie (aragonská nadvláda), standarta ze 14. století z obchodní mapy      |
|      |        | aragonští Trastámarové (nadvláda Aragonu a Španělska), čtvrtá standarta v období 1296–17. století |
|      |        | španělští Habsburkové (unie se Španělskem), čtvrtá standarta v období 1296–17. století            |
|      |        | pátá standarta v období 17. století–1800 (v rámci Obojí Sicílie)                                  |
|      |        | 1848–1849 (sicilská revoluce za nezávislost)                                                      |